# Francisco Inácio
Francisco Inácio é um ciclista de Portugal e venceu a Volta a Portugal em 1941, quando atuava pelo Sporting Clube. Em 1942, venceu o Campeonato Nacional de Fundo.